# 정계은
정계은은 대한민국의 가수다. 2013년 정규 앨범 《疏援 (소원)》으로 데뷔했다.

## 학력
- 명지대학교 대학원 박사학위 과정(영화뮤지컬학과)

## 방송
- 제22회 극동방송 복음성가경연대회 (2011) - 은상

## 음반
- 제22회 극동방송 2011복음성가경연대회 - 거룩한 도전 (CD1 미션음반) (2011)
- 제22회 극동방송 2011복음성가경연대회 (2CD) (2011)
- 疏援 (소원) (2013)
- 낮은마음 (2015)
- 정계은 3rd Single (2016)
- My Story (2016)
- HYMN 4TH STORY (2019)

## 경력
- 고신대학교 교양학부 조교수 (2018)
- 부산CBS 찬양홍보대사 (2018)